# Fabrizio Onofri
Fabrizio Onofri (Roma, 15 agosto 1917 – Fregene, 8 maggio 1982) è stato uno scrittore, sceneggiatore e politico italiano.

## Biografia
Figlio di Arturo, dopo una laurea in giurisprudenza, all'inizio degli anni 1940 iniziò a collaborare con la casa editrice Einaudi come autore e traduttore e, attraverso l'amicizia con alcuni esponenti della redazione romana, aderì al Partito Comunista Italiano e alla Resistenza, partecipando a diverse azioni dei GAP romani. Dopo la liberazione unì per molti anni l'attività politica nel PCI (diresse la "Sezione propaganda" e fu membro del Comitato centrale) e quella letteraria. Alla metà degli anni 1950 iniziò a maturare un'insoddisfazione per la «burocratizzazione» e il culto dell'«unità formale» nella vita interna del partito  che lo portò, dopo l'invasione sovietica dell'Ungheria, ad abbandonare il partito. Legatosi agli ambienti vicini al Partito Socialista Italiano, fondò e diresse la rivista Tempi moderni e riprese l'attività di saggista e romanziere, accanto a quella di sceneggiatore per film come Tiro al piccione, Sacco e Vanzetti, I cannibali.

## Opere principali
- Via del maltempo, Torino, Einaudi, 1942
- I cavalieri, Milano, La nuova biblioteca, 1945
- Manoscritto (con lo pseudonimo di Sebastiano Carpi), Torino, Einaudi, 1948
- Esame di coscienza di un comunista, prefazione di Gian Carlo Pajetta, Milano, Milano-Sera, 1949
- La condizione operaia in Italia, Roma, Editori Riuniti, 1955
- Relazioni umane, con Mario Spinella, Roma, Editori Riuniti, 1956
- Classe operaia e partito , Bari, Laterza, 1957
- Roma 31 dicembre, Torino, Einaudi, 1961
- Socialismo e potere, Milano, Edizioni di Comunità, 1963
- In nome del padre, Firenze, Vallecchi, 1968
- L' uomo e la rivoluzione, Bologna, il Mulino, 1968
- Pene d'America, Bari, Dedalo libri, 1972
- Controcultura e rivoluzione, Rimini-Firenze, Guaraldi, 1974

## Sceneggiatura
- Nascita della Repubblica – miniserie TV, puntata 2 (1971)